# HAT-P-2 b
HAT-P-2 b est une planète extrasolaire détectée par le Harvard-Smithsonian Center for Astrophysics en mai 2007. Elle orbite autour de HD 147506, une étoile de type F8 (plus massive et plus chaude que le Soleil) et située à 440 années-lumière dans la constellation d'Hercule. Vue de la Terre, la planète passe devant son étoile tous les cinq jours et 15 heures.
La masse de la planète vaut près de neuf fois celle de Jupiter, mais son rayon n'est que 1,18 fois celui de Jupiter. La densité moyenne est donc similaire à celle de la Terre. La gravité de surface serait quinze fois plus importante que sur notre planète. Son orbite est très excentrique (e=0,5). 
On suggère, sans en avoir une preuve formelle, qu'une planète supplémentaire perturbe HAT-P-2 b.
Du fait de cette orbite, de sa grande masse, et de sa proximité avec son étoile hôte, elle générerait sur celle-ci des forces de marée suffisantes pour faire varier sa luminosité.